# Privation (Philosophie)
Privation (lateinisch privatio ‚Beraubung‘, altgriechisch στέρησις stérēsis) ist in der Philosophie die Bezeichnung für das Fehlen einer positiven Bestimmtheit bei einem „Ding“ (Eigenschaftenträger), das von Natur aus grundsätzlich fähig ist, diese Qualität zu besitzen. In manchen Fällen ist damit die Vorstellung verbunden, dass das Fehlende vorhanden sein sollte; die Privation wird dann als Mangel betrachtet und ist daher negativ konnotiert.
Eine spezielle Begriffsverwendung ist die Definition des Übels als Fehlen oder Beeinträchtigung des Guten, lateinisch privatio boni. Konkret handelt es sich jeweils um das Fehlen oder die Beeinträchtigung eines bestimmten natürlichen Gutes, beispielsweise der Gesundheit. Indem das Übel und damit auch das Böse als bloßer Mangel an etwas aufgefasst wird, wird ihm eine eigenständige Existenz abgesprochen.

## Aristoteles
Der Ausdruck steresis, der allgemeinsprachlich Beraubung bedeutet, wurde von Aristoteles in die philosophische Fachsprache eingeführt. Er wird in philosophischem Kontext mit Verlust, Enteignung oder Mangel übersetzt oder mit dem Fachwort Privation, das von der lateinischen Übersetzung abgeleitet ist, wiedergegeben. Der Gegenbegriff hexis bezeichnet den Besitz oder das Haben von etwas. In der als Kategorienschrift bekannten Abhandlung, einem Frühwerk, bespricht Aristoteles die verschiedenen Begriffsverwendungen ausführlich, und in seiner Metaphysik geht er erneut darauf ein. Er unterscheidet mehrere Bedeutungen von Privation, wobei ihm die Sehkraft als Beispiel dient. In einem allgemeinen Sinn wird von Privation in sämtlichen Fällen gesprochen, in denen ein Ding etwas, was seiner Natur nach gehabt werden kann, nicht hat, also auch dann, wenn es für dieses Ding prinzipiell ausgeschlossen ist, das Fehlende zu haben, etwa ein Organ oder eine Fähigkeit. Beispielsweise ist bei den Pflanzen Privation der Sehkraft festzustellen, weil sie nicht mit Augen ausgestattet sein können. Die zweite Bedeutung liegt vor, wenn ein Ding etwas zwar theoretisch haben könnte, aber es artbedingt oder individuell nicht hat. Beispielsweise ist der Maulwurf seiner Art nach ohne Sehkraft und ein blinder Mensch aufgrund seiner individuellen Beschaffenheit. Die Maulwürfe könnten im Gegensatz zu den Pflanzen im Prinzip mit Sehkraft ausgestattet sein, so wie andere Arten der Gattung, der sie angehören, und der Blinde könnte seiner menschlichen Natur nach sehen, wenn er nicht dieser Fähigkeit beraubt worden wäre. Ein dritter Fall liegt dann vor, wenn ein Ding etwas in einer bestimmten Hinsicht (etwa zu einer bestimmten Zeit oder auf eine bestimmte Weise) nicht hat, obwohl dieses Ding von Natur aus geeignet wäre, das Fehlende in dieser Hinsicht zu haben. Außerdem kann Privation graduell sein, etwa wenn ein Ding etwas uneingeschränkt besitzen könnte, aber es nur auf unzulängliche Weise oder in zu geringem Maß hat.
Die allgemeinste Begriffsverwendung – Privation als Nichtvorhandensein einer Qualität im weitesten Sinn – ist als Negation ein Thema für sich. Im philosophischen Diskurs versteht man unter Privation gewöhnlich nur die Abwesenheit einer Eigenschaft, die einem Ding zukommen könnte oder sollte. Verwendet wird der Begriff in der Logik, wo er in der Lehre von den Gegensätzen eine wichtige Rolle spielt, in der Ontologie und in der Naturphilosophie.
Bei der Bestimmung der Arten des Entgegengesetztseins unterscheidet Aristoteles zwischen Widerspruch oder kontradiktorischem Gegensatz (antiphasis), konträrer Opposition und privativem Gegensatz. Bei einem kontradiktorischen Gegensatz zwischen zwei Aussagen, einer Bejahung und einer Verneinung, muss die eine Aussage wahr und die gegenteilige zwangsläufig falsch sein, und auf jedes Ding kann nur entweder die Bejahung oder die Verneinung der betreffenden Bestimmung zutreffen. Bei konträrer oder privativer Opposition hingegen gilt, dass ein Ding im Prinzip fähig ist, jede der beiden gegensätzlichen Bestimmungen aufzunehmen, allerdings nicht in derselben Hinsicht. Beispielsweise kann etwas weiß oder schwarz sein, aber nicht in derselben Hinsicht zugleich weiß und schwarz, oder jemand kann blind oder sehend sein, aber nicht beides zum selben Zeitpunkt. Jeder konträre Gegensatz ist zugleich privativ, weil dem Ding eine der beiden konträren Bestimmungen fehlt, obwohl sie ihm zukommen könnte; aber nicht jeder privative Gegensatz ist auch konträr. Konträr ist der Gegensatz, wenn das Gegensatzpaar aus Extremen besteht, beispielsweise Schwarz und Weiß; dann fehlt jeweils die entgegengesetzte Qualität völlig. Privativ, aber nicht konträr ist der Gegensatz, wenn er nicht maximal ist, wie bei Schwarz und Grau, oder wenn etwas nur in einer bestimmten Hinsicht fehlt.
In der aristotelischen Naturphilosophie ist die Privation eines der drei Prinzipien (archai), die für die Analyse des Werdens benötigt werden. Die beiden anderen Prinzipien sind die Form (eidos) und das „Zugrundeliegende“ (hypokeimenon). Alles Werden hängt nach dem aristotelischen Verständnis von diesen drei Faktoren ab. Unter Form versteht Aristoteles das, was in den Dingen jeweils der Materie eine bestimmte konkrete Beschaffenheit – Gestalt, Struktur, Funktion, Fähigkeiten – verleiht und dadurch ein Ding zu dem macht, was es ist. Das hypokeimenon ist der Träger der Eigenschaften, das Substrat, das den wechselnden Qualitäten zugrunde liegt und die Kontinuität der Substanz sichert; das ist die an sich formlose, unbestimmte Materie. Das Nacheinander von Abwesenheit und Anwesenheit einer Form an einem Zugrundeliegenden macht die Werdeprozesse aus. Durch den Wechsel der Form nimmt das Zugrundeliegende eine neue Bestimmung auf, und damit tritt in Bezug auf die entgegengesetzte Bestimmung eine Privation ein.
Siehe dazu auch Hylemorphismus.

## Plotin
Bei Plotin, dem Begründer des Neuplatonismus, dient das Konzept der steresis als Erklärung für die Existenz des Übels. In seinem System ist die schlechthin qualitätslose Materie das Extrem der Privation im Sinne von Beraubtsein und Mangelhaftigkeit. Sie verhält sich zu dem ihr entgegengesetzten Extrem des Guten wie das völlige Dunkel zum reinen Licht. Im menschlichen Leben entstehen die Übel dadurch, dass die an sich gute Seele in einen materiellen Körper eingetreten ist und sich damit in die prinzipiell mangelhaften Strukturen verwickelt hat, die ein solches Dasein prägen. Die Grundlage dieses Konzepts ist Plotins Überzeugung, dass dem Übel einschließlich des Bösen keine eigenständige Existenz zukomme, da Schlechtigkeit nur in der Entfernung vom Guten bestehe. Demnach ist der Materie nicht „Schlechtigkeit“ oder „Bösartigkeit“ als reale Eigenschaft zuzuordnen. Vielmehr ist sie nur insofern schlecht, als sie in der ontologischen Hierarchie am weitesten vom Guten entfernt ist. Für die Seele wird die Materie aber zur Ursache des Übels. Der Grund dafür ist, dass sich die Seele vergeblich bemüht, die Materie dem Guten zuzuführen und sie besser zu machen, als sie ihrer Beschaffenheit nach sein kann. Die unvermeidlichen Fehlschläge dieser Bemühungen enttäuschen und entkräften die Seele.

## Augustinus
Der stark vom Platonismus beeinflusste spätantike Kirchenvater Augustinus griff das neuplatonische Privationskonzept auf und machte es zur Grundlage seiner Lehre vom Übel (lateinisch malum). Das malum schließt alles Schlechte, Böse, Unvollkommene, Mangelhafte, Verdorbene, Verkehrte, Ordnungswidrige und Irrige ein. Für alle diese Erscheinungsformen von Negativität wollte Augustinus eine umfassende Erklärung bieten, indem er das ihnen Gemeinsame bestimmte. Er entwickelte seine Doktrin im Rahmen seiner Auseinandersetzung mit dem Weltbild des Manichäismus, dem zufolge das Böse als eigenständiges Prinzip dem Guten feindlich gegenübersteht und ein Reich des absolut Bösen existiert. Dagegen machte der Kirchenvater geltend, das Übel sei nichts anderes als die Verderbnis von Maß, Form oder natürlicher Ordnung, somit nichts als eine Beeinträchtigung von etwas Gutem, eine „Beraubung“. Nach seiner Auffassung ist alles von Natur aus gut. Jedes Ding bleibt hinsichtlich seiner eigenen guten Natur immer gut, auch wenn es verdorben ist; nur hinsichtlich der Verderbnis (corruptio), der es unterliegt, ist es schlecht. Die Verderbnis ist keine eigenständige negative Qualität, sondern nichts als der Verlust einer positiven Qualität. Daher kann es etwas absolut Schlechtes nicht geben, denn jeder Mangel muss sich auf ein an sich gutes Ding beziehen, dessen Beeinträchtigung er ist. Eine absolute Schlechtigkeit müsste die gute Natur vernichten und damit auch ihrer eigenen Existenz ein Ende setzen.

## Mittelalterliche und neuzeitliche Rezeption
Die von Augustinus gefundene Formel wurde für die mittelalterliche Metaphysik wegweisend. Unter den mittelalterlichen Philosophen und Theologen bestand über die Privationstheorie weitgehend Konsens. So konnte Meister Eckhart feststellen, dass diese Lehre die einhellige Auffassung der Philosophen und der kirchlichen Autoritäten sei und der Wahrheit entspreche. Allerdings hielt Thomas von Aquin das sittlich Böse für ein „Etwas“ im positiven Sinn (positive aliquid) und betrachtete nur die sonstigen Übel als Privationen. Als ontologisches Konzept verlor die Privationstheorie für die spätmittelalterlichen Nominalisten ihren Sinn, da im Nominalismus das Übel nicht ontologisch betrachtet wird.
Die Formel des Augustinus beeinflusste auch den Diskurs in der Frühen Neuzeit, stieß aber ab dem 17. Jahrhundert auf scharfe Kritik. Pierre Gassendi, ein Kritiker des Aristotelismus, befand 1658, es sei völlig absurd, die Privation zum Prinzip zu machen. Pierre Bayle verwarf 1697 die Deutung des Schlechten als privatio boni ebenso wie alle anderen Versuche, das Problem der Existenz des Übels mit Vernunftgründen zu lösen. Er war der Meinung, es lasse sich empirisch nicht entscheiden, ob eine moralisch böse Handlung als Fehlen des Guten zu deuten sei oder eine gute Handlung als Fehlen des Bösen.
Dagegen wandte sich Gottfried Wilhelm Leibniz, der an dem augustinischen Konzept festhielt. Im Unterschied zur theologischen Tradition führte Leibniz aber die privatio boni nicht auf den Sündenfall und die Erbsünde zurück, sondern hielt sie für einen notwendigen Aspekt der Schöpfung. Die Privation sei eine zwangsläufige Folge der unvermeidlichen Beschränktheit, die ein Merkmal alles Geschaffenen sei. Anderer Meinung war Immanuel Kant, der das Übel als eigenständige negative Größe auffasste.
Martin Heidegger untersuchte den aristotelischen Begriff der Privation. Er wies darauf hin, dass die steresis „nur im Bereich und auf dem Grunde der griechischen Auslegung des Seins“ hinreichend begriffen werden könne. Aristoteles scheine sie als eine Art des Sagens aufzufassen. Daher bezeichne er das Warme als so etwas wie Ansprechung (kategoria tis) und als Aussehen (eidos), die Kälte als steresis. Somit ist – so Heidegger – „warm“ eine „Zusage“ und „kalt“ eine „Absage“. Mit dem Satz „Das Wasser ist kalt“ wird dem Wasser die Wärme „abgesagt“. Davon ausgehend ist nach Heideggers Interpretation die Feststellung des Aristoteles zu deuten, dass die steresis „irgendwie Aussehen“ (eidos pos) sei: In der Kälte als „Weg-nahme in der Art des Ab-sagens“ zeigt sich etwas Spürbares, „west etwas an“; „im Gespürten, das anwest, west aber zugleich etwas ab“, und zwar so, dass „wir gerade kraft der Abwesung das so Anwesende besonders spüren“. Die steresis als „Abwesung“ ist nicht als das bloße Gegenteil der „Anwesung“ (ousia), also einfach Abwesenheit, zu verstehen, denn sie selbst „west an“. Die „Gestellung in das Aussehen“ (morphe) ist „Anwesung der Abwesung“, sie ist nach den Worten des Aristoteles zwiefach, denn sie „läßt stets so anwesen, daß zugleich in der Anwesung eine Abwesung anwest“. Heidegger erläutert dies mit einem Beispiel: „Wir sagen heute z. B.: »das Fahrrad ist weg« und meinen dabei nicht nur, es sei fort, sondern wir wollen sagen: es fehlt.“ Das Fehlen beunruhigt dann, und das kann es nur, weil es selbst „da“ ist; es „ist“, das heißt: Es macht ein Sein aus.